# Els Hostalets de Pierola
Els Hostalets de Pierola és un municipi de la comarca de l'Anoia i de la comarca natural del Montserratí, anomenat Pierola fins al 1987.
| Entitat de població      | Habitants (2024) |
| els Hostalets de Pierola | 2.086            |
| la Serra Alta            | 628              |
| Can Fosalba              | 308              |
| Can Rovira               | 51               |
| els Boscos de Can Martí  | 50               |
| Can Gras                 | 38               |
| Can Marcet               | 29               |
| Can Térmens              | 25               |
| Can Fontimarc            | 12               |
| Pierola                  | 5                |
| Font: Idescat            |                  |

## Geografia
- Llista de topònims dels Hostalets de Pierola (Orografia: muntanyes, serres, collades, indrets..; hidrografia: rius, fonts...; edificis: cases, masies, esglésies, etc).

## Demografia
| 1497 f | 1515 f | 1553 f | 1717 | 1787 | 1857 | 1877 | 1887 | 1900 | 1910 |
| ------ | ------ | ------ | ---- | ---- | ---- | ---- | ---- | ---- | ---- |
| 28     | 29     | 31     | 213  | 199  | 958  | 978  | 997  | 923  | 956  |

| 1920  | 1930  | 1940  | 1950  | 1960 | 1970 | 1981 | 1990 | 1992 | 1994 |
| ----- | ----- | ----- | ----- | ---- | ---- | ---- | ---- | ---- | ---- |
| 1.111 | 1.155 | 1.047 | 1.058 | 927  | 891  | 841  | 881  | 971  | 971  |

| 1996  | 1998  | 2000  | 2002  | 2004  | 2006  | 2008  | 2010  | 2012  | 2014  |
| ----- | ----- | ----- | ----- | ----- | ----- | ----- | ----- | ----- | ----- |
| 1.138 | 1.209 | 1.239 | 1.460 | 1.716 | 2.003 | 2.426 | 2.743 | 2.897 | 2.942 |

| 2016  | 2018  | 2020  | 2022  | 2024  | 2026 | 2028 | 2030 | 2032 | 2034 |
| ----- | ----- | ----- | ----- | ----- | ---- | ---- | ---- | ---- | ---- |
| 2.891 | 2.930 | 2.980 | 3.127 | 3.231 | -    | -    | -    | -    | -    |

## Història
El 1286 fou donat per Alfons el Franc a Asbert de Mediona.
El barri dels Hostalets s'esmenta per primera vegada en el segle xvi, en què en un encreuament de camins hi havia un hostal, anomenat Hostal d'en Valls, concretament l'any 1595. L'encreuament de camins era on es formà un espai més ample anomenat la Plaça. Entre dos camins, el Camí Ral que anava d'Igualada a Barcelona i el Camí Romeu que des de Vilafranca del Penedès conduïa al Monestir de Montserrat.
Ben aviat s'hi construïren més Hostals (entre els segles xvii i xviii). I el poble s'anà consolidant a redós dels dos seus camins.
El primer camí, el Camí Ral que anava des d'Igualada fins a Barcelona, no era el principal, era una variant del Camí Ral que es bifurcava a l'altura de la Pobla de Claramunt i retornava al camí original més avall dels Hostalets. Era una drecera que evitava el Congost de Capellades, i era coneguda amb el nom de la drecera del Coll del Bosc, que avui correspon a l'actual carrer Església.
El segon era el Camí Romeu, que en realitat estava constituït per dos camins: un que anava des del sud de Catalunya fins a Montserrat, i l'altre que anava des de Barcelona a Aragó tot passant primer per Montserrat i després pels Hostalets. Aquest segon també s'anomena Camí d'Aragó, i era un fragment del camí de Sant Jaume. Començava a Barcelona en direcció a l'Hospitalet, Sant Feliu i Martorell. Des de Martorell es veia Montserrat, on els pelegrins arribaven creuant el riu Llobregat per un petit pont de fusta. Un cop arribats al monestir assistien a un acte religiós, perquè pels pelegrins, peregrinar era una manera de trobar Déu en la pobresa i la solitud. Llavors anaven cap a Sant Miquel i baixaven la muntanya per a arribar a Collbató i des d'allà anaven cap als Hostalets de Pierola on es quedaven a dormir. El camí continuava cap a Igualada, per després anar fins a Aragó.
El camí que duia més trànsit era el Camí Romeu, degut al gran flux de pelegrins que des del sud de Catalunya (Camp de Tarragona, Terres de l'Ebre, Penedès...) conduïa cap al cenobi montserratí. A més, a aquest trànsit se li ha de sumar la condició que tenia el camí de ser una carrerada que anava des del sud de Catalunya fins als Pirineus. I els ramats d'ovelles, a la primavera anaven a les muntanyes a cercar pastures abundoses, i a la tardor, quan la neu ho cobria tot, feien el trajecte a la inversa, i retornaven al seu lloc d'origen.

## Política

### Alcaldes
Democràcia:
- Gerard Parcerisas i Valls (ERC) (2023)
- Gerard Parcerisas i Valls (ERC) (2019)
- Daniel Vendrell Domínguez (PSC) (2011-2019)
- Jordi Calpe i Carbonell (ERC) (2007-2011)
- Pedro Barbado Mariscal (PSC) (2001-2007)
- Sebastià Sorolla i Subirana (PSC) (1987-2001)
- Josep Isart i Isart (CIU) (1979-1987)

Transició democràtica:
- Josep Torres i Tort (1975-1979)

Franquisme:
- Josep Torres i Tort (1972-1975)
- Joan Casanovas i Cursellas (1971-1972)
- Josep Torres i Tort (1955-1971)
- Isidre Vallès i Huguet (1953-1955)
- Joan Parcerisas i Valls (1946-1953)
- Josep Jorba Damón (1942-1946)
- Joan Vallès i Llopart (1940-1942)
- Joan Blanch i Dobón (1939-1940)

Segona República i Guerra Civil:
- Joan Valls Pujol (1936-1939)
- Jaume Valls i Sagristà (1935-1936)
- Joan Valls Pujol (1934-1935)
- Jaume Valls i Sagristà (1933-1934)
- Josep Pujol i Pons (1931-1933)

## Llocs d'interès

### Torre del Senyor Enric(Ajuntament)
Ubicada al carrer Mestre Joan Lladós (Antiga Rambla Sant Antoni), número 1. És al costat de l'altra torre d'estiueig "Torre Maristany", amb la qual compartint jardí, formen el conjunt modernista anomenat "Les Torres".
Fou feta edificar el 1903, per un adinerat empresari fuster, natural del poble, que havia fet fortuna amb aquest ofici al Marroc.
La torre va ser dissenyada com a casa d'estiueig. El seu propietari, Enric Cucurella i Vidal va pensar-la per allotjar la seva família i el seu servei.
L'any 1903, com s'observava a la façana, es va edificar la torre, però l'any 1920, l'amo decidí engrandir-la (amb un pis més i una torre), anul·lant l'única planta que tenia.
La casa és de planta quadrada, amb un element clàssic del modernisme, la simetria. A la planta baixa comptava amb el menjador, la cuina, l'entrada, i les dependències del servei. Al primer pis, les habitacions de la família, i al segon una espectacular terrassa, adornada amb merlets i ferro forjat, i culminant una torre–mirador amb teulada de rajola vidriada verda, que acabava d'arrodonir luxosament l'edifici. La torre-mirador, va dotar la casa un autèntic ambient de la burgesia catalana d'aquella època.
L'any 1983, l'ajuntament d'aleshores va comprar l'edifici per a passar a ser seu de la Casa de la Vila.

### Torre Maristany
Ubicada al carrer Mestre Lladós (Antiga Rambla Sant Antoni), número 3, al costat de l'altre Torre compartint jardí, formen el conjunt modernista anomenat "Les Torres".
Fou feta edificar el 1913, per l'autor també de la casa del costat, l'empresari Enric Cucurella Vidal, home del qual va voler edificar tres torres, per al dia de demà, deixar-les per a les seves tres filles.
La pubilla es quedaria amb la torre del seu pare (Torre del Senyor Enric), l'altra filla amb la Casa Cucurella, i la filla casada amb el Maristany obtindria aquesta torre.
La casa era de mida de les altres normals del poble, però aquesta tenia obertura cap a tramuntana (façana lateral) que donava al jardí comú i era la façana més decorada modernistament parlant.
Comptava amb 3 plantes, la primera tenia l'entrada, el menjador, la cuina, les sales d'estar; la segona, les habitacions, i la tercera unes golfes arrecerades i un terrat per davant i darrere.
Cap a inicis del segle xxi, l'ajuntament va adquirir aquest immoble per a oficines de la Casa de la Vila.

### Antigues Escoles Nacionals
L'any 1919, els Hostalets se n'orgullia d'haver bastit una de les escoles públiques més ben equipades de la comarca, uns locals amples i perfectament equipats tenien la funció d'espai on educar els infants del poble.
L'estructura interior era: a la banda esquerra les noies i a la dreta els nois, i al pis superior els habitatges dels mestres, a l'esquerra la mestra i a la dreta el mestre, completament separats interiorment.
Les Escoles de seguida varen ser fitxades com a unes de les millors respecte a les dels altres pobles veïns: per exemple Piera, Masquefa, Castellolí, Bruc, Vallbona… pobles on encara anaven amb petits locals disseminats per acomplir aquesta tasca educativa. En canvi als Hostalets ja comptàvem amb uns locals fets expressament per a l'ensenyança. Són catalogades com una petita joia de l'arquitectura modernista local.
Amb trets propis d'aquest estil, les obertures rematades amb maó vist, rajola vidriada, simetria.
Ubicada al Carrer Mestre Lladós (Antiga Rambla Sant Antoni), números 5 i 7, l'any 2005 va veure com se li treia la funció d'escola degut al gran nombre d'escolaritzats actuals.
L'edifici de les antigues escoles, consecutiu amb les torres del "Senyor Enric i d'en Maristany" forma un conjunt de tres edificis modernistes catalogats com a bé d'interès comarcal.
Avui és seu provisional de l'Arxiu Municipal, un local d'esplai i l'escola de música.
La façana és acabada amb l'escut marquesal de la vila, de pedra.

### Casa Pons
Edificada pels volts de l'any 1915, per un "indià" natural del poble; que era empresari al Paraguai d'una empresa comercialitzadora de vins catalans. L'amo de la qual era, en Pau Pons Pujol "de Cal Pau Ponset". Al retornar del seu fortunós viatge de "Fer les Amèriques" va deixar entre nosaltres un llegat immoble força important, entre ells la Casa Pons.
Està situada al Carrer Mestre Lladós (Antiga Rambla Sant Antoni), número 33, cantonada amb el Carrer Pi i Maragall.
Als anys '20 del segle xx, la casa va ser llogada o comprada pels germans Palomas, els quals, procedents d'una família del Bages van instal·lar una de les primeres fàbriques tèxtils del poble, concretament era la Fàbrica de Llençols d'en Marcel·lí Palomas, que va perdurar fins a l'any 1946, data en la fàbrica es va traslladar a una de més gran.
La casa ocupa dos casals, i té els baixos, ocupats per l'antiga fàbrica (avui un taller mecànic), el primer pis dedicat als habitatges (ja que n'hi ha una d'igual a cada banda). I el darrer pis són les golfes i un terrat davanter.
La casa té tots els trets del modernisme; simetria, obertures rematades amb totxo vist, i una cornisa del terrat ornamentada amb maó vist esglaonat i ferro forjat.

### Torre Solanes
Edifici modernista d'estiueig edificat vers l'any 1911, amb domicili al carrer Major número 44.
L'habitatge va ser edificat amb motiu de segona residència, per una família acomodada barcelonina dedicada al sector immobiliari.
L'estructura és clarament modernista: simetria, merlets al terrat superior, balcó de ferro forjat...
L'estructura interior també és clar de l'època i l'estil, a la planta baixa hi ha cuina, menjador, despatxos, i habitació del servei, al pis superior hi ha les habitacions de la família Solanes, a l'últim pis hi trobem el terrat - mirador, amb la xemeneia modernista, i la caseta de l'escala amb un últim terradet també acabat amb merlets.

### Ajuntament Vell, Torre del Rellotge o Presó
L'any 1886, l'Ajuntament passa a ubicar-se al nucli dels Hostalets i esdevé capital del terme, que des del segle X ostentava la Pierola medieval.
A més d'allotjar l'ajuntament i tenir el rellotge de la vila, l'edifici era la Presó, en substitució de la de Pierola, també medieval.
No se sap amb certesa on es va ubicar primerament la casa de la vila al segle xix, tanmateix es creu que a la, o les cases, que ocupaven el solar on avui hi trobem aquest edifici modernista.
Sigui com sigui, el que sabem és que cap als anys 10 del segle xx, el competent mestre d'obres local: Miquel Casals Isart "el Baptista" va encarregar-se d'aquesta obra.
La seva façana modernista destaca per la simetria i els elements de ceràmica vidriada, a més dels relleus de les obertures. Al cos superior hi destaca la Torre-Campanar, amb un rellotge–campana que data del 1916, data en la qual consta que el nou rellotge es munta al lloc de l'antic.
Allotjà el consistori des del segle xix fins al 1983.

### Escorxador Públic
L'any 1933, l'Ajuntament republicà, una vegada més, va voler proporcionar als vilatans una millora del servei, en aquest cas la millora de la sanitat animal en forma d'un espai adient en aquells anys per a dur a terme el sacrifici dels animals de casa per a l'alimentació.
Està ubicat al Carrer de l'Escorxador.
Va tenir gran esplendor durant la seva època de funcionament, que es va perllongar fins als anys 90 del segle xx.

### Panificadora Hostaletense
Amb aquest nom, naixia l'any 1922, aquesta entitat panificadora, impulsada pel govern local d'aquells temps.
Per fer realitat aquesta societat, es construí un petit local al final del carrer Major, concretament al número 67.
El seu període de màxima esplendor fou durant la dècada dels anys 30 del segle xx.
Durant el període de la Guerra Civil Espanyola (1936-1939) s'habilità com a Hospital de Campanya per l'exèrcit roig que de mica en mica anava perdent posicions.
Malgrat la senzillesa del local, en ser bastit en època modernista no hi mancà l'estil com s'observa en les obertures rematades en totxo vist, l'emprament de ceràmica vidriada... avui tapades per la construcció d'un bloc de pisos adjunt al local.

### Casal Català "El Casino"
L'any 1925, a l'antiga era del poble, la de Cal Figueres (avui Placeta) s'hi va instal·lar un gran envelat gentilesa de l'Ajuntament d'aleshores i dels múltiples col·laboradors sense ànim de lucre entusiastes a participar en els actes de la Gran Festa Major.
Com dèiem, el Sr. Pujol "el Figueres" deixava any rere any l'espai de la seva era de batre per muntar-hi aquell envelat.
L'any 1925, durant la celebració de la Festa Major, un cop començada la representació teatral de l'obra "Terra Baixa", va començar a llampegar, tronar, ploure i a bufar un vent tempestuós. L'obra es va haver de suspendre a mitja representació. A causa d'aquest fet aquell mateix dia, a la Torre del Senyor Enric (just al costat de l'era), van reunir-se els quatre homes més acabalats del poble que eren els senyors Enric Cucurella Vidal, (el Sr. Enric de la Torre), el Casimir Orriols (el Casimiro de Cal Carboner), el Joan Vallès Llopart (el Joan de Can Valls) i en Joan Subirats (amo de Can Mata de la Garriga i Marquès de Camps). El motiu de la reunió no va ser altre que el de buscar remei a la situació, i mai més tornar-se haver de substituir la tant popular Festa Major. Així va ser, van acordar edificar un gran local.
L'objectiu de la reunió va ser ben rebut per part de la població (sobretot pel de tendència dretana), el que no s'esperava és que el local fos de la magnitud que va ser: un gran local comparable amb els que es bastien a pobles més grans, a viles i fins i tot ciutats d'arreu de Catalunya. Això també va ajudar que el projecte de l'edificació del Casal de la Unió Regionalista (els de dretes del poble) fos el que va ser, és que els seus adversaris polítics (els d'esquerres) ja havien bastit o estaven acabant de fer-ho, el seu propi local (la Cooperativa Agrícola) també un magnífic edifici. Motiu pel qual, els de la Unió Regionalista, també van voler elaborar molt el projecte d'aquest edifici, tenint en compte que el local dels d'esquerres ja tenia el llistó posat molt amunt.
Un any van durar les obres de construcció. Fet, gairebé miraculós, que només correspon a l'ajuda proporcionada per part de la majoria del veïnatge del poble. Infants, pagesos i camperols, gent gran, joves manobres, carreters, dones; tots contribuïren a fer realitat el somni d'aquells quatre homes i que l'encomanaren a tot el poble. Materials de construcció, viatges de sauló amb carro, jornals, pintures, altres materials ... coses i coses, enlloc comptabilitzades, tant senzilles com vulgueu, però sense elles hauria sigut impossible la seva realització.
També cal fer notar el sòl de la sala, tot de melis, aquesta fusta noble, proporcionada per l'empresari–fuster d'origen local Sr. Enric Cucurella Vidal, una superfície de fusta que deuria ascendir a un preu astronòmic: enlloc se'n conserva la factura, és a dir, que fou gentilesa d'en Cucurella sense veure cap recompensa econòmica.
El 25 de juliol, en la Festa Major del 1926 (just un any després de la tempesta) l'Ajuntament va tornar a recórrer a l'ús de l'envelat, aquesta vegada perquè guarnís l'interior de la Sala que restava sense enguixar i sense arrodonir els últims detalls que faltaven.
Aquell dia fou especial; la gent hostaletenca i forana restaven embadalits en entrar a la sala. Sorprenia per la grandària, l'espaiositat, la llum... tot l'esforç d'un poble reflectit en la magnífica sala i cafè adjunt.
Cal fer constar que aquella Festa Major fou especial, la quantitat de gent forastera que visità el poble fou molt gran. Era comú de sentir (-Anem als Hostalets, que pel que es veu han estrenat una Sala gran i maca!-). El Casal era ple de gom a gom, la gent extremament mudada, rics i pobres lluïen el "millor de l'armari", el ball va començar entrada ja la nit, i no va acabar fins a l'endemà al matí.
L'estructura del Casal en si era i és; El Cafè–Bar format pel "Saló–Cafè" ample i confortable on es localitzava la barra del bar. Adjunt a l'entrada hi ha el "Saló–Billar" una sala en s'hi localitzava el billar. El pis del cafeter era a dalt i les cuines a l'interior.
A l'altra banda hi havia la "Sala–Teatre" amb el magnífic escenari i teló de vellut vermell. "El Jardí" també entranyable pels 6 til·lers al centre duts des d'Holanda.
Senzillament sempre s'ha anomenat el "Casal", com se l'ha anomenat sempre popularment i familiarment, amb antonomàsia "La Societat" i amb un xic d'ironia "El Casino". Però els noms que ha hagut de portar no són pas pocs, degut a l'inevitable pas del temps i els canvis politicosocials soferts des de la seva fundació. El llistat és:
L'any 1926 rep el nom de la societat que el va manar construir: Unió Regionalista Hostaletenca, l'any 1928 amb la dictadura primoriverista al capdamunt fa retolar l'entitat com a "Unión Regionalista de Pierola" com a exponent de la dictadura anticatalanista de l'Estat. Un cop acabat el període de Primo de Rivera (1930) amb la vinguda de la II República es retola de nou amb el nom d'Unió Regionalista Hostaletenca però també el trobem anomenat en alguns papers oficials com a "Casal Català". Aquesta nomenclatura la manté fins a l'inici de la tràgica Guerra Civil, en què el 1936, el Casal resta clausurat pel motiu de ser "el local dels de les dretes". Una clausura que no fou gens desapropiada degut a les circumstàncies anòmales de l'època, que si més no garantien la salvaguarda de l'edifici i n'evitaven possibles represàlies.
De nou, passat el conflicte bèl·lic, els nacionals havent "alliberat" el poble, el Casal es troba en les condicions de retornar al públic. Això si amb el nom una mica capgirat: la Dictadura franquista s'imposava i d'això en queda constància en el rètol, que ara ensenyava ostentós: Centro Recreativo de la Falange Española de las JONS, aquest mot fou substituït aviat (1940) a causa del fet que aquesta entitat es canvià de domicili, i passà a nomenar-se Casino Nacional aquest durà 18 anys, fins al 1958, any en què les autoritats demanaren que l'epítet Nacional s'havia usat amb desmesura i passà a nomenar-se Centro Cultural Recreativo que té aquest perdurà amb més insistència fins a l'any 1988 en què el govern democràtic donava pas al canvi de nom que l'edifici es mereixia "Casal Català".
Unió Regionalista Hostaletenca = (1926 – 1928)|Unión Regionalista de Pierola = (1928 – 1931)| Unió Regionalista Hostaletenca o Casal Català = (1931 – 1936)| Clausura = (1936 – 1939)| Centro Recreativo de la Falange Española = (1939 – 1949)|Casino Nacional = (1940 – 1958)|Centro Cultural Recreativo = (1958 – 1988)|Casal Català = (1988 – ...)

### Casa Cucurella
Casa situada al Carrer Isidre Vallès, número 28, edificada en conjunt amb el Casal Català el mateix 1926. De la façana en destaquem el magnífic ràfec de fusta i el sòcol de pedra amb elements de terra cuita. Amb tota seguretat però, l'element més significatiu són els esgrafiats, obra també del conegut artista Ferdinandus Serra i Sala. Autor de diversos edificis al poble. Aquesta casa la fer edificar l'empresari Senyor Enric Cucurella Vidal, per a una de les seves tres filles. Recordem que cada filla va rebre d'herència una casa, la gran va rebre "La Torre del Senyor Enric" és a dir, del seu pare, la mitjana i la petita, la Torre Maristany i Cal Cucurella respectivament.

### Cal Xic Carboner o Cal Carboner
Aquesta casa està ubicada al Carrer Església, número 12, deu ser de la primera meitat del segle xix. El més rellevant de la casa, és que en època noucentista s'hi feren uns bonics esgrafiats, fets per l'artista esgrafiador Ferran Serra i Sala, cap a l'any 1933.
Era propietat de la família Orriols. Cap a inicis del segle xx, l'hereu marxà a fer "les Amèriques", era el jove Cassimir Orriols, cap als anys '20 del segle xx, va col·laborar entusiastament a la construcció del Casal Català, i cap als anys 30, a més, va decorar la seva casa amb aquests esgrafiats.

### Hostal Cal Jep
Aquesta casa està situada al carrer Baix de Sant Antoni, número 3. Del seu origen (una mica incert) en sabem que deura començar-se a construir al segle xvii i va acabar-se l'any 1702, com mostra la dovella del celler. El portal és adovellat amb pedres de la zona.
És segurament l'hostal dels Hostalets més ben conservat, ja que manté, gairebé, la majoria dels elements d'un hostal de l'època: gran entrada, pati o baluard, cavalleries, estables, pallisses, cellers, diverses sales, diversos menjadors, les habitacions, les golfes, el corrals, les corts, els galliners, la premsa de vi, etc.